# Varan smaragdový
Varan smaragdový (latinsky Varanus prasinus) je středně velký stromový ještěr, který žije na Nové Guineji a v severní části australského státu Queensland, zejména na poloostrově Cape York.

## Popis
Obývá převážně tropické deštné lesy, porosty mangrovů a tamější plantáže. Dorůstá délky až 75 až 100 cm a živí se menšími obratlovci a hmyzem, ale nepohrdne, ani rozličnými plody. Je totiž všežravec.
Díky své štíhlé tělesné konstrukci, ovíjivému ocasu a dlouhým prstům s ostrými drápy se varan smaragdový dokáže velice obratně pohybovat po stromech, na nichž loví. Má dokonalé krycí zbarvení, jež zahrnuje celou řadu různých odstínů zelené s malými černými a žlutými skvrnkami a příčnými tmavými proužky. Díky svému zbarvení je velmi ceněným exemplářem soukromých sbírek i zoologických zahrad.
Samice varana smaragdového klade několikrát ročně 1–5 vajec, která zahrabe do termitiště, kde mají zajištěnu stálou teplotu 27–29 °C. Po 175–190 dnech se z nich začínají líhnout mláďata.
Varan smaragdový je denní živočich.

## Chov v zoo
Varan smaragdový je chován přibližně ve čtyřech desítkách evropských zoo. V rámci Česka se jedná o Zoo Liberec, Zoo Praha, expozici AkvaTera při Zoo Plzeň a Zooparku Stěžery u Hradce Králové. Evropský prvoodchov se podařil v roce 1996 v Zoo Praha. Odchovy jsou dosud výjimečné.

### Chov v Zoo Praha
První zvířata tohoto druhu přišla do Zoo Praha v roce 1994. V roce 1996 se zde podařil odchov, který se stal prvním úspěšným v celé Evropě. Následovaly v letech 1997, 2000, 2001, 2004, 2007, 2008, 2009, 2011, 2015. Dosud se narodilo přes 30 mláďat, většina byla úspěšně odchována. Dnes se jedná již o odchovy ve čtvrté generaci, do nichž se kromě v Praze narozených zvířat zapojují taktéž jedinci z dalších chovů.

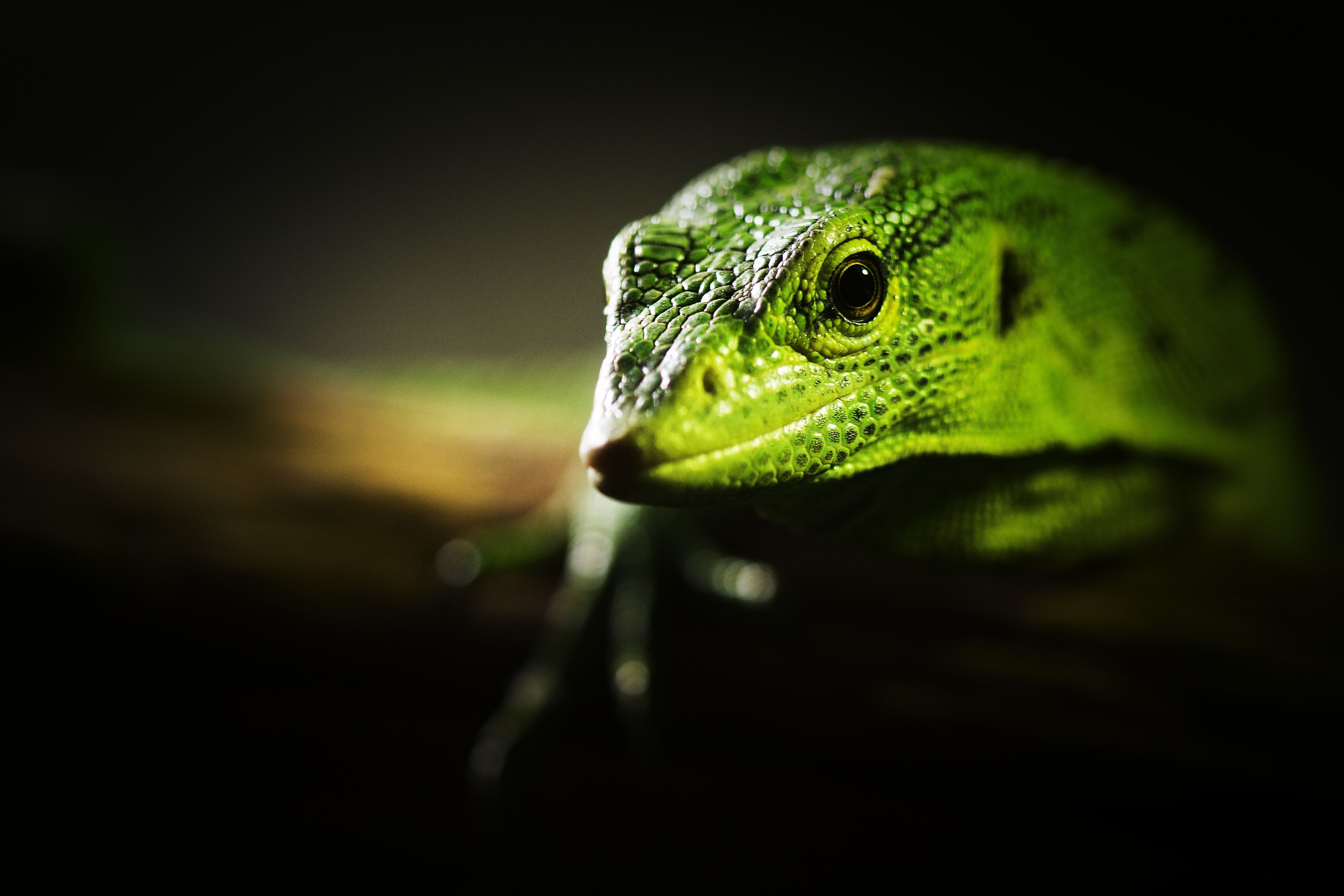
Varan smaragdový (Varanus prasinus) v pražské zoo.

Dvě mláďata vylíhlá v roce 2015 byla slavnostně pokřtěna 29. září toho roku za přítomnosti kurátora plazů Petra Velenského, ředitele Zoo Praha Miroslava Bobka a někdejšího českého velvyslance v Indii Miloslava Staška.
Ke konci roku 2017 byl chován jeden samec a dvě samice.
Varan smaragdový je k vidění ve spodní části zoo v pavilonu šelem a terárií.